# De Saambinder
De Saambinder is het weekblad (kerkorgaan) van het Nederlandse kerkgenootschap de Gereformeerde Gemeenten. Het blad verschijnt sinds november 1919 en had 19.000 betalende abonnees in 2009. De oplage kende de afgelopen decennia een lichte groei.

De eerste eindredacteur was Gerrit Hendrik Kersten. In de inleiding van het eerste nummer schreef hij het volgende over het nieuwe kerkblad: 
Sinds lange werd door velen uit ons begeerd, dat ook de Gereformeerde Gemeenten een eigen orgaan zouden hebben, en van verschillende zijde werd ook bij schrijver dezes op het doen verschijnen van zulk een blad gedurig aangedrongen. Steeds meende hij dien drang echter te moeten weerstaan. Nu evenwel de jongste synode onzer kerken met bijna algemeene stemmen eene commissie benoemde, met opdracht de verschijning van een kerkelijk orgaan te bewerkstelligen, en nu van schier allen kant medewerking werd toegezegd, nu werd langer weigeren onverantwoordelijk.
Ds. A. Moerkerken was van 1986 tot 2009 hoofdredacteur van het blad. Ds. G.J. van Aalst was van 2009 tot 2023 hoofdredacteur. Vanaf 2023 is ds. B. Labee hoofdredacteur.